# ヴォルフガング・フーバー

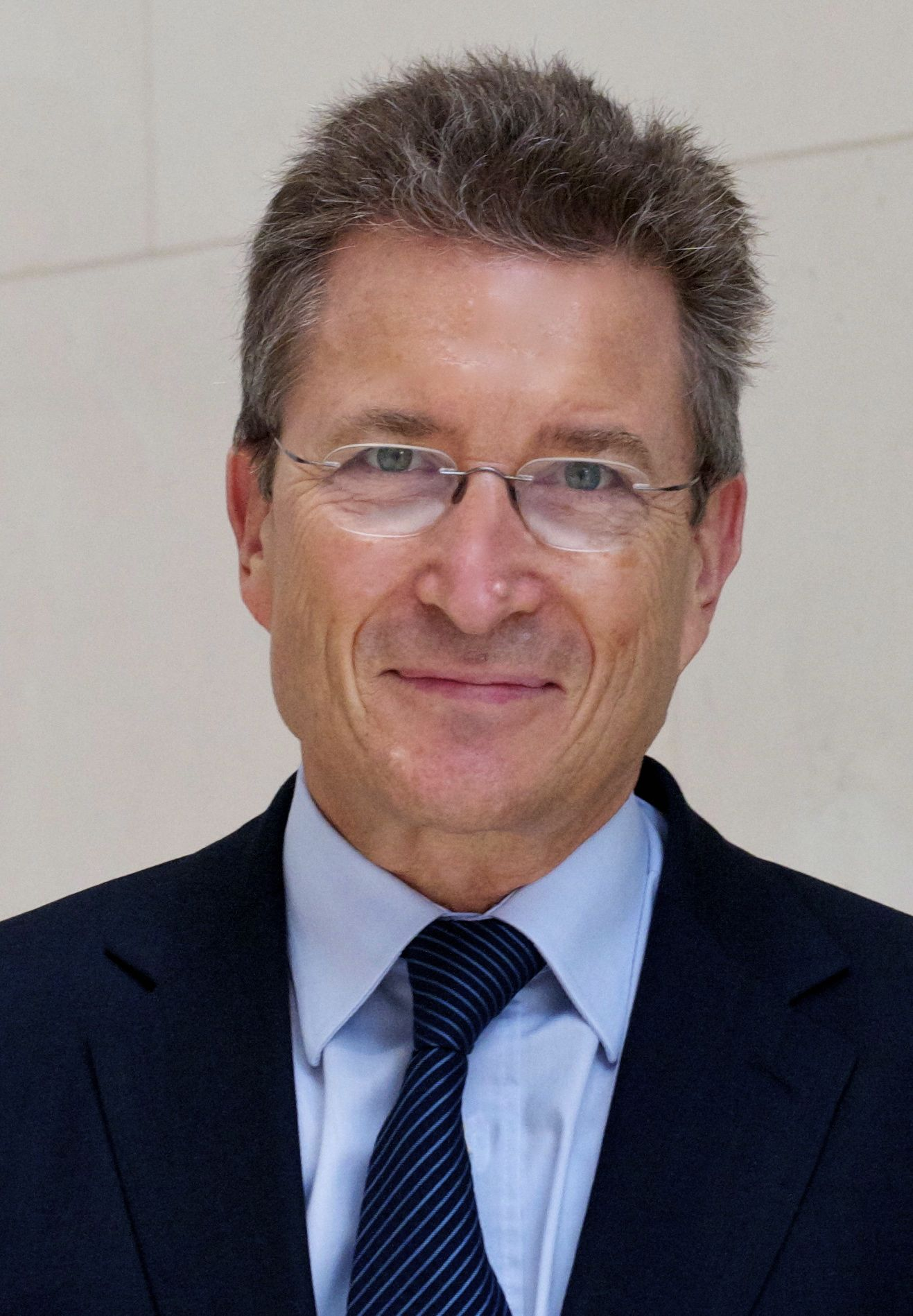
Prof. Dr. Dr. h.c. Wolfgang Huber

ヴォルフガング・フーバー（Wolfgang Huber、1942年8月12日 - ）は、ドイツの福音主義神学者。1993年から2009年11月までベルリン＝ブランデンブルク＝シュレージシェ・オーバーラウジッツ福音主義教会監督、2003年11月から2009年10月までドイツ福音主義教会常議員会議長を務めた。

## 経歴
1942年8月12日、ドイツ領であったアルザスのストラスブールにおいて、ナチス国家と親密だった過去もある有名な法律家一家のもとに、5人兄弟の末っ子として生まれた。父は第三帝国時代における指導的な憲法学者エルンスト・ルードルフ・フーバー、母は弁護士である。シュヴァルツヴァルトのファルカウにおいて成人。ルプレヒト・カール大学ハイデルベルク、ゲオルク・アウグスト大学ゲッティンゲン、エバーハルト・カール大学テュービンゲンで学んだ。1966年、博士号を授与される。
1972年、ルプレヒト・カール大学ハイデルベルクにおいて大学教授資格を取得。1966年から1968年までヴュルテンベルク福音主義州教会（ルター派）牧師補の職に就く。1968年から1980年までハイデルベルクにある福音主義神学研究所の研究員、副所長を務める。1975年から1980年まで福音合同教会（EKU）神学諮問委員会の委員、1980年から1994年までドイツ福音主義教会大会（キルヘンターク）の幹部会員を務める。1980年から1984年までフィリップ大学マールブルク教授。1984年から1994年までにルプレヒト・カール大学ハイデルベルク神学部組織神学教授。1983年から1985年までドイツ福音主義教会大会（キルヘンターク）議長を務める。
1993年にベルリン＝ブランデンブルク＝シュレージシェ・オーバーラウジッツ福音主義教会の監督に就任、1997年にドイツ福音主義教会の常議員に選出される。2003年11月から2009年10月までドイツ福音主義教会常議員会の議長であった。

## 思想
フーバーは神学的、倫理的課題に関する様々な事項を研究している。その中でも学問的に重要な提起に関しては、ディートリヒ・ボンヘッファー神学に基づいておこなわれている。『ボンヘッファー全集改訂版』の責任編集も担当している。父エルンスト・ルードルフ・フーバーと共にドイツ国家教会法に関する文書を集めた5巻本選集を出版している。
彼の業績における学問的研究はコミュニケーションにおける自由概念の中心的位置を強調している。彼の神学と公共への関与は、キリスト教は生きることに奉仕する自由な宗教であるという信念で理由づけられる。マルティン・ルターの宗教改革における自由に関する福音の新発見がフーバーの自由理解にとって出発点になっている。彼は最初の頃からその責任ある自由の概念を強調していた。このような自由理解は人間の個性と社会性を互いに結びつける。利益を得るための自己実現として狭められて考えられた自由理解をフーバーは超越している。社会学者マックス・ヴェーバー、神学者ディートリヒ・ボンヘッファー、哲学者ハンス・ヨナスにならって、我々が現代の状況下で生きるために、フーバーは責任倫理を発展させている。このアプローチは現代における倫理的問いの方向に彼の研究を向かわせた。再三再四、彼は経済倫理、政治倫理、生命倫理に関する問いかけという意味で見解を表明している。

## 主な著作
- 『教会と公共性に関する別な著作』（1973年）
- 『人権、人間世界からの視点』 （1977年、ハインツ・エードゥアルト・テートと共著）
- 『教会 Kirche 』（1979年）
- 『キリスト教的自由に従う － バルメン宣言の地平にある教会の倫理と理論 』（1983年）
- 『対立と一致 － 責任倫理の研究』 （1990年）
- 『平和倫理』（1990年、ハンス＝リヒャルト・ロイターとの共著）
- 『日常的暴力 － 人間尊厳の見切売りに抗して』（1993年）
- 『義と正義 －  キリスト教における法倫理の基底』（1996年）
- 『転換期にある教会 － 教会における社会的変化と復興』（1998年）
- 『信頼の復活 － 人間のための改革』（2005年）
- 『自由における精神 － 様々な特徴を示すエキュメニズム』（2007年）
- 『キリスト教的信仰Der christliche Glaube、福音主義的姿勢』（2008年）